# 85516 Vaclík
85516 Vaclík è un asteroide della fascia principale. Scoperto nel 1997, presenta un'orbita caratterizzata da un semiasse maggiore pari a 2,3484422 au e da un'eccentricità di 0,2452740, inclinata di 5,77119° rispetto all'eclittica.
L'asteroide è dedicato all'astronomo amatoriale ceco František Vaclík.